# Code pénal (Maroc)
Pour les autres articles nationaux ou selon les autres juridictions, voir Code pénal.
Le Code pénal marocain est un ensemble de lois qui définissent les infractions relevant du droit pénal (crimes, délits, contraventions) et fixent les peines applicables à leurs auteurs. Il est entré en vigueur le 17 juin 1963 pour remplacer le Code pénal de 1913. Promulgué par le dahir no 413-59-1 et amendé à plusieurs reprises en vue de l'aligner aux conventions internationales ratifiées par le Royaume, il a fait l'objet d'une réforme importante en 2015.

## Histoire

### Origines
Le premier Code pénal marocain est entré en vigueur en 1913, sous le protectorat français.
Au lendemain de l’indépendance, en 1963, le nouveau Code pénal entre en application. Il présente une caractéristique rare : Les Marocains sont considérés comme musulmans et ont ainsi moins de droits que les étrangers, et ce, alors qu'ils sont dans leur propre pays.

### Réforme de 2015
En 2015, le ministre de la Justice Mustapha Ramid présente un nouveau projet de Code pénal. Les principaux points sont les suivants :
- l'introduction de plusieurs nouvelles dispositions pour sanctionner la discrimination, le racisme ou l’incitation à la haine ;
- le renforcement des sanctions contre le harcèlement sexuel dans la rue ;
- l'introduction des peines alternatives (amendes journalières, travaux d’intérêts généraux) ;
- l'introduction d'un article réprimant « ce qui porte atteinte aux religions, aux prophètes, ou à Dieu » et d'un article sur les crimes d'honneur.

Publié en libre consultation sur le site web du ministère de la Justice, il fait alors l’objet d'intenses débats sur les réseaux sociaux en raison d'incohérences supposées entre les textes de lois et l'évolution de la société marocaine. La rupture du jeûne en public durant le mois sacré de ramadan, les relations hors mariage ou encore le blasphème occupent toujours une place importante dans la liste des crimes punissables.